# Brug over de Noord

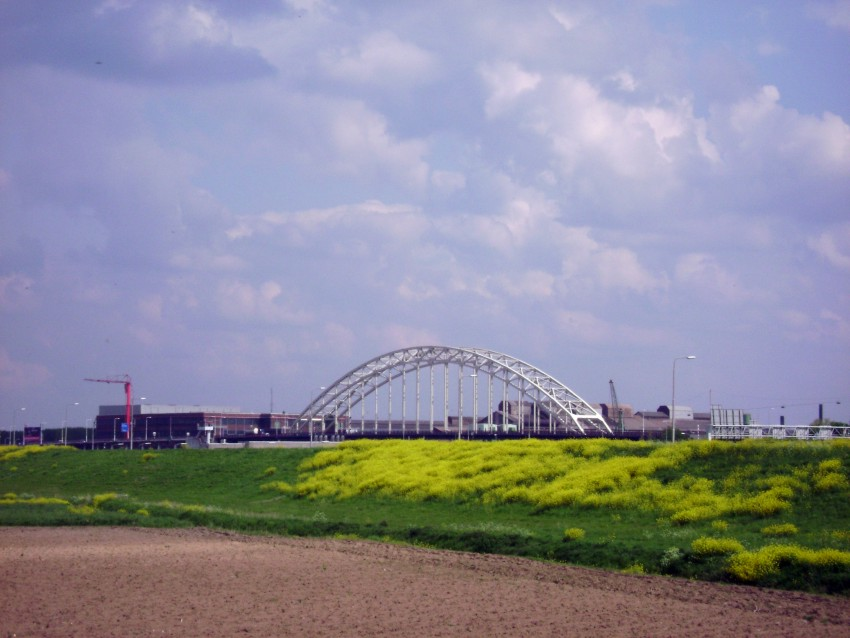
Brug over de Noord, gezien vanaf de kant van Hendrik-Ido-Ambacht

De Brug over de Noord (ook bekend als de Alblasserdamsebrug) is een verkeersbrug in Zuid-Holland. De brug, onderdeel van het Rijkswegenplan 1927, is geopend op 14 november 1939 en verbindt de oevers van de rivier de Noord tussen Alblasserdam en Hendrik-Ido-Ambacht.
De brug heeft de Tweede Wereldoorlog overleefd, mede doordat deze (zonder dat de Nederlandse legerleiding dit overigens wist) ontbrak op de Duitse stafkaarten. Pas tegen het einde van de middag op 10 mei 1940 kreeg Generalleutnant Student in de gaten dat er Nederlandse troepen oprukten naar de brug en liet deze vervolgens snel bezetten. De Nederlandse legerleiding had verzuimd de brug te bewaken en kreeg, nadat de Duitsers deze eenvoudig ingenomen hadden, de brug ook niet meer in handen.
Oorspronkelijk maakte de brug onderdeel uit van de A15. Door de toenemende verkeersdrukte vormde de brug een flessenhals in de A15 en werd besloten om een tunnel naast deze brug te graven. In 1992 werd de Noordtunnel geopend, sindsdien fungeert de brug als oeververbinding voor lokaal verkeer en transport van gevaarlijke stoffen, omdat deze niet door de tunnel mogen. De weg heeft ter plekke het nummer N915 gekregen.